# Aadhaar
Aadhaar (significa en hindi "fundació") és el sistema de identificació biomètrica utilitzat per als residents de l'Índia. Fou llençat el 2009 pel multimilionari vingut de l'àmbit informàtic Nandan Nilekani. És gestionat per l'Autoritat d'Identificació Única de l'Índia (sigles en anglès UIDAI). És un exemple de projecte privat (d'empreses privades) amb orientació pública.
L'identificador consisteix en un número de dotze dígits generat per UIDAI i emmagatzemat a una base de dades centralitzada. Està disponible en línia i fora de línia per a la seua verificació. El número està enllaçat a informació bàsica demogràfica i bibliomètrica, com la fotografia, deu empremtes digitals i dos escanejos d'iris.

## Context de la creació d'Aadhaar
L'Índia és un país sense identificació de cada resident obligatori, provocant que molts ciutadans al no tindre un document d'identificació no puguen obrir-se comptes bancaris o comprar targetes SIM, sent invisibles a l'estat, i per tant, als seus serveis. Aadhaar supleix certes funcions d'aquest absent document d'identitat.

## Crítiques
El projecte social ha sigut criticat tant negativament com positivament. Les crítiques negatives consideren que la base de dades d'informació bibliomètrica suposa una amenaça d'intrusió estatal i que és un acte de vanitat patriòtica.